# Celtic Belfast
Belfast Celtic, jedan je od najvećih sjevernoirskih klubova svih vremena osnovan 1891. pod nazivom Celtic, a od 1901. godine se zove Belfast Celtic. Njegova navijačka baza su bili irski katolici, što u protestantskoj Sjevernoj Irskoj nije moglo proći nezapaženo te je Celtic postao zasigurno najomraženiji klub. Njegov najveći rival je bio gradski suparnik Linfield, koji je bio izrazito protestantski klub te je njihovo rivalstvo bilo ekvivaletno onome u Škotskoj Celtica i Glasgow Rangersa. Celtic je također imao i velike suparnike u gradskim rivalima Gletoranu, Distilleryu i Cliftonvilleu.
Zbog svoje katoličke orijentiranosti Celtic je često imao mnogo problema. Tako je između 1920. i 1924. bio izbačen iz lige, a 1948. je došlo do okršaja na derbiju između Celtica i Linfielda u kojem su Linfieldovi navijači napali nekoliko Celticovih igrača te pritom teško ozlijedili Jimmyja Jonesa. Od tada nitko više nije mogao jamčiti sigurnost Celticovim igračima i navijačima, te je Celtic napustio sjevernoirsku ligu nakon sezone 1948./1949., nakon što je u ligi proveo 38 sezona, odigravši nekoliko prijateljskih utakmica do 1953. te je potom zauvijek nestao s velike scene.

## Uspjesi
- Prvenstvo Sjevene Irske: 1899./00., 1914./15., 1919./20., 1925./26., 1926./27., 1927./28., 1928./29., 1932./33., 1935./36., 1936./37., 1937./38., 1938./39., 1939./40., 1947./48.
- Neslužbena prvenstva Sjevene Irske za vrijeme 1. i 2. svjetskog rata: 1918./19., 1940./41., 1941./42., 1943./44., 1946./47.
- Kup Sjeverne Irske (Irish Cup): 1917./18., 1925./26., 1936./37., 1937./38., 1940./41., 1942./43., 1943./44., 1946./47.
- Gold Cup: 1911./12., 1925./26., 1934./35., 1938./39., 1939./40., 1940./41., 1943./44., 1944./45., 1945./46., 1946./47.
- Substitute Gold Cup: 1940./41., 1943./44., 1945./46., 1946./47.
- City Cup: 1905./06., 1906./07., 1918./19., 1925./26., 1927./28., 1929./30., 1930./31., 1932./33., 1939./40., 1947./48., 1948./49.
- County Antrim Shield: 1894./95., 1926./27., 1935./36., 1936./37., 1938./39., 1942./43., 1944./45.
- Dublin and Belfast Inter-City Cup: 1947./48.
- Irish Intermediate Cup: 1913./14., 1934./35., 1935./36., 1936./37., 1939./40.
- Steel & Sons Cup: 1912./13., 1916./17., 1917./18., 1934./35., 1935./36.

## Poveznice
- belfastceltic.org - The Grand Old Team